# Perseo Miranda and His Theatre
Perseo Miranda and His Theatre è il primo studio album di Perseo Miranda, pubblicato nel maggio 1980 dalla Lodger Records.

## Il disco
L'album è stato registrato in aprile 1980 completamente in presa diretta, mentre la composizione dei brani è iniziata l'anno precedente.
Il genere è punk metal ad i testi sono, per la maggior parte, in lingua italiana.

## Tracce
1. Obitorio
2. Let's beat the power
3. Lamenti al nulla
4. Sotto il filo spinato
5. Segmento a
6. È fuggito sulle feci
7. Il cerchio